# Митохондрия

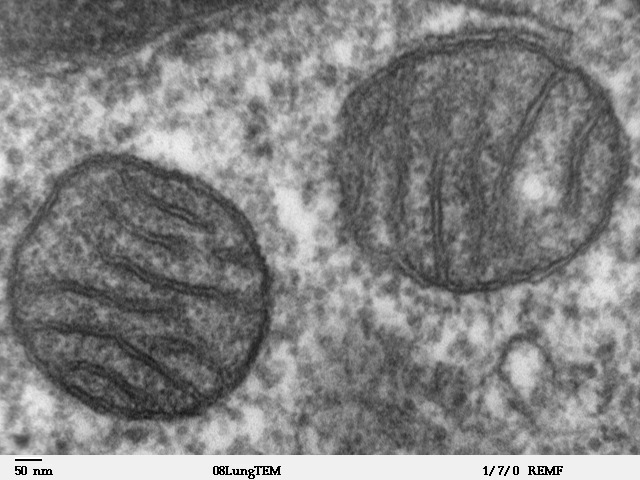
Электронно-микроскопическая фотография, показывающая митохондрии млекопитающего в поперечном сечении

Митохо́ндрия (от греч. μίτος — нить и χόνδρος — зёрнышко, крупинка) — двумембранная сферическая или эллипсоидная органелла диаметром обычно около 1 микрометра. Характерна для большинства эукариотических клеток, как автотрофов (фотосинтезирующие растения), так и гетеротрофов (грибы, животные). Энергетическая станция клетки; основная функция — окисление органических соединений и использование освобождающейся при их распаде энергии для генерации электрического потенциала, синтеза АТФ и термогенеза. Эти три процесса осуществляются за счёт движения электронов по электронно-транспортной цепи белков внутренней мембраны. Они также осуществляют собственный биосинтез жирных кислот (mtFASII), который необходим для биогенеза митохондрий и клеточного дыхания. Количество митохондрий в клетках различных организмов существенно отличается: так, одноклеточные зелёные водоросли (хлорелла, политомелла), а также эвглены и трипаносомы имеют лишь одну гигантскую митохондрию, тогда как ооцит и амёба Chaos chaos содержат 300 000 и 500 000 митохондрий соответственно; у кишечных анаэробных энтамёб и некоторых других паразитических простейших митохондрии отсутствуют. В специализированных клетках органов животных содержатся сотни и даже тысячи митохондрий (мозг, сердце, мышцы).

## Происхождение митохондрий
В соответствии с теорией симбиогенеза, митохондрии появились в результате захвата примитивными клетками (прокариотами) бактерий. Клетки, которые не могли сами использовать кислород для генерации энергии, имели серьёзные ограничения в возможностях развития; бактерии же (прогеноты) могли это делать. В процессе развития симбиоза прогеноты благодаря повысившейся энергоэффективности передали множество своих генов сформировавшемуся ядру теперь уже эукариот. Вот почему современные митохондрии больше не являются самостоятельными организмами. Хотя их геном кодирует компоненты собственной системы синтеза белка, многие ферменты и белки, необходимые для их функционирования, кодируются ядерными хромосомами, синтезируются в цитоплазме клетки и только потом транспортируются в органеллы.
В исследовании 2023 года было обнаружено, что морские бактерии из рода Iodidimonas имеют общего предка с митохондриями, они ближайшие ныне живущие родственники древнего эндосимбионта захваченного в ходе симбиогенеза 1,6—1,8 млрд. лет назад.

## Митохондрии в клетке

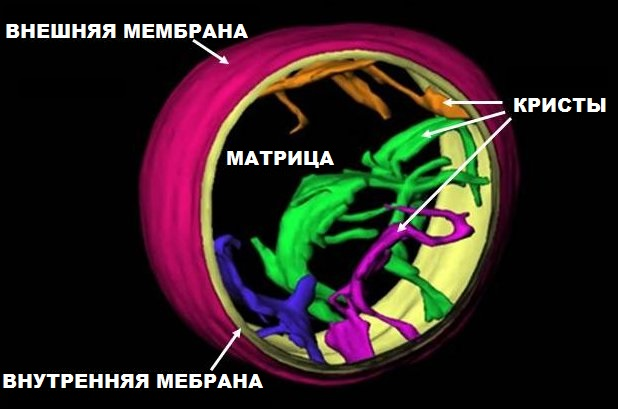
Митохондрия клетки печени крысы в разрезе.

Впервые митохондрии обнаружены в виде гранул в мышечных клетках в 1850 году.
Число митохондрий в клетке непостоянно. Их особенно много в клетках, у которых велика потребность в энергии. По своему строению митохондрии представляют собой органеллы, обычно сферической формы, встречающиеся в эукариотической клетке в количестве от нескольких сотен до 1—2 тысяч и занимающие 10—20 % её внутреннего объёма. Сильно варьируются также размеры (от 1 до 70 мкм) и форма митохондрий. В зависимости от того, в каких участках клетки в каждый конкретный момент времени происходит повышенное потребление энергии, митохондрии способны перемещаться по цитоплазме в зоны наибольшего энергопотребления, используя для движения структуры цитоскелета эукариотической клетки. В клетках растений и животных одновременно и примерно в равных количествах существуют три типа митохондриальных органелл: молодые протомитохондрии, зрелые митохондрии и старые постмитохондрии, деградирующие в липофусциновые гранулы.

## Структура митохондрий

### Наружная мембрана
Наружная мембрана митохондрии имеет толщину около 7 нм, не образует впячиваний и складок и замкнута сама на себя. На наружную мембрану приходится около 7 % площади поверхности всех мембран клеточных органелл. Основная функция — отграничение митохондрии от цитоплазмы. Наружная мембрана митохондрии состоит из липидов с вкраплениями белков (соотношение 2 : 1). Особую роль играет порин — каналообразующий белок. Он образует в наружной мембране отверстия диаметром 2-3 нм, через которые могут проникать небольшие молекулы и ионы весом до 5 кДа. Крупные молекулы могут проникать сквозь наружную мембрану только посредством активного транспорта с помощью транспортных белков митохондриальных мембран. Для наружной мембраны характерно присутствие ферментов: монооксигеназы, ацил-СоА-синтетазы и фосфолипазы А2. Наружная мембрана митохондрии может взаимодействовать с мембраной эндоплазматического ретикулума; это играет важную роль в транспортировке липидов и ионов кальция.

### Межмембранное пространство
Межмембранное пространство представляет собой пространство между наружной и внутренней мембранами митохондрии. Его размер — 10-20 нм. Так как наружная мембрана митохондрии проницаема для небольших молекул и ионов, их концентрация в периплазматическом пространстве мало отличается от таковой в цитоплазме. Крупным же белкам для транспорта из цитоплазмы в периплазматическое пространство необходимо иметь специфические сигнальные пептиды; поэтому белковые компоненты периплазматического пространства и цитоплазмы различны. Одним из белков, содержащихся не только во внутренней мембране, но и в периплазматическом пространстве, является цитохром c.

### Внутренняя мембрана
Внутренняя мембрана состоит в основном из белковых комплексов (соотношение белок/липид — 3:1) и образует многочисленные гребневидные складки — кристы, существенно увеличивающие площадь её поверхности и, например, в клетках печени составляет около трети всех клеточных мембран. Характерной чертой состава внутренней мембраны митохондрий является присутствие в ней кардиолипина — особого фосфолипида, содержащего сразу четыре жирные кислоты и делающего мембрану абсолютно непроницаемой для протонов. Ещё одна особенность внутренней мембраны митохондрий — очень высокое содержание белков (до 70 % по весу), представленных транспортными белками, ферментами дыхательной цепи, а также крупными АТФ-синтазными комплексами. Внутренняя мембрана митохондрии в отличие от внешней не имеет специальных отверстий для транспорта мелких молекул и ионов; на ней, на стороне, обращённой к матриксу, располагаются особые молекулы АТФ-синтазы, состоящие из головки, ножки и основания. При прохождении через них протонов происходит синтез АТФ. В основании частиц, заполняя собой всю толщу мембраны, располагаются компоненты дыхательной цепи. Наружная и внутренняя мембраны в некоторых местах соприкасаются, там находится специальный белок-рецептор, способствующий транспорту митохондриальных белков, закодированных в ядре, в матрикс митохондрии.

### Матрикс
Матрикс — ограниченное внутренней мембраной пространство. В матриксе (розовом веществе) митохондрии находятся ферментные системы окисления пирувата, жирных кислот, а также ферменты цикла трикарбоновых кислот (цикла Кребса). Кроме того, здесь же находится митохондриальная ДНК, РНК и собственный белоксинтезирующий аппарат митохондрии.

## Митохондриальная ДНК
Находящаяся в матриксе митохондриальная ДНК представляет собой замкнутую кольцевую двуспиральную молекулу, в клетках человека имеющую размер 16569 нуклеотидных пар, что приблизительно в 105 раз меньше ДНК, локализованной в ядре. В целом митохондриальная ДНК кодирует 2 рРНК, 22 тРНК и 13 субъединиц ферментов дыхательной цепи, что составляет не более половины обнаруживаемых в ней белков. В частности, под контролем митохондриального генома кодируются семь субъединиц АТФ-синтазы, три субъединицы цитохромоксидазы и одна субъединица убихинол-цитохром-с-редуктазы. При этом все белки, кроме одного, две рибосомные и шесть транспортных РНК транскрибируются с более тяжёлой (наружной) цепи ДНК, а 14 других тРНК и один белок транскрибируются с более лёгкой (внутренней) цепи.
На этом фоне геном митохондрий растений значительно больше и может достигать 370000 нуклеотидных пар, что примерно в 20 раз больше описанного выше генома митохондрий человека. Количество генов здесь также примерно в 7 раз больше, что сопровождается появлением в митохондриях растений дополнительных путей электронного транспорта, не сопряжённых с синтезом АТФ.
Митохондриальная ДНК реплицируется в интерфазе, что частично синхронизировано с репликацией ДНК в ядре. Во время же клеточного цикла митохондрии делятся надвое путём перетяжки, образование которой начинается с кольцевой бороздки на внутренней митохондриальной мембране. Детальное изучение нуклеотидной последовательности митохондриального генома позволило установить, что в митохондриях животных и грибов нередки отклонения от универсального генетического кода. Так, в митохондриях человека кодон ATA вместо изолейцина в стандартном коде кодирует аминокислоту метионин, кодоны AGA и AGG, обычно кодирующие аргинин, являются стоп-кодонами, а кодон TGA, в стандартном коде являющийся стоп-кодоном, кодирует аминокислоту метионин. Что касается митохондрий растений, то по-видимому, они используют универсальный генетический код. Другой чертой митохондрий является особенность узнавания кодонов тРНК, заключающаяся в том, что одна подобная молекула способна узнавать не один, но сразу три или четыре кодона. Указанная особенность снижает значимость третьего нуклеотида в кодоне и приводит к тому, что митохондрии требуется меньшее разнообразие типов тРНК. При этом достаточным количеством оказываются всего 22 различных тРНК.
Имея собственный генетический аппарат, митохондрия обладает и собственной белоксинтезирующей системой, особенностью которой в клетках животных и грибов являются очень маленькие рибосомы, характеризуемые коэффициентом седиментации 55S, что даже ниже аналогичного показателя у 70S-рибосом прокариотического типа. При этом две большие рибосомные РНК также имеют меньшие размеры, чем у прокариот, а малая рРНК вообще отсутствует. В митохондриях растений, напротив, рибосомы более сходны с прокариотическими по размерам и строению.
В специализированных (не делящихся) клетках митохондрии обычно не делятся. Обновление пула митохондрий в этом случае происходит путём созревания митохондрий из протомитохондрий, имеющих исходно диаметр 0,1-0,2 микрона. Откуда берутся протомитохондрии, неизвестно, но предполагается, что затравкой для них служит ДНК постмитохондрий, высвобождающаяся в цитоплазму. Протомитохондрии обладают высокой скоростью дыхания, но невысоким дыхательным контролем (Векшин Н. Л. и др. 2004—2014).

## Митохондриальные белки
Количество транслируемых с митохондриальной мРНК белков, формирующих субъединицы крупных ферментных комплексов, ограничено. Значительная часть белков кодируется в ядре и синтезируется на цитоплазматических 80S-рибосомах. В частности, так образуются некоторые белки — переносчики электронов, митохондриальные транслоказы, компоненты транспорта белков в митохондрии, а также факторы, необходимые для транскрипции, трансляции и репликации митохондриальной ДНК. При этом подобные белки на своём N-конце имеют особые сигнальные пептиды, размер которых варьирует от 12 до 80 аминокислотных остатков. Данные участки формируют амфифильные завитки, обеспечивают специфический контакт белков со связывающими доменами митохондриальных распознающих рецепторов, локализованных на наружной мембране. До наружной мембраны митохондрии данные белки транспортируются в частично развёрнутом состоянии в ассоциации с белками-шаперонами (в частности — с hsp70). После переноса через наружную и внутреннюю мембраны в местах их контактов поступающие в митохондрию белки вновь связываются с шаперонами, но уже собственного митохондриального происхождения, которые подхватывают пересекающий мембраны белок, способствуют его втягиванию в митохондрию, а также контролируют процесс правильного сворачивания полипептидной цепи. Большинство шаперонов обладает АТФазной активностью, в результате чего как транспорт белков в митохондрию, так и образование их функционально активных форм являются энергозависимыми процессами.

## Функции митохондрий и энергообразование
Одной из основных функций митохондрий является синтез АТФ — универсальной формы химической энергии в любой живой клетке. Как и у прокариот, данная молекула может образовываться двумя путями: в результате субстратного фосфорилирования в жидкой фазе (например, при гликолизе) или в процессе мембранного фосфорилирования, связанного с использованием энергии трансмембранного электрохимического градиента протонов (ионов водорода). Митохондрии реализуют оба эти пути, первый из которых характерен для начальных процессов окисления субстрата и происходит в матриксе, а второй завершает процессы энергообразования и связан с кристами митохондрий. При этом своеобразие митохондрий как энергообразующих органелл эукариотической клетки определяет именно второй путь генерации АТФ, получивший название «хемиосмотического сопряжения». По сути это последовательное превращение химической энергии восстанавливающих эквивалентов НАДН в электрохимический протонный градиент ΔμН+ по обе стороны внутренней мембраны митохондрии, что приводит в действие мембранно-связанную АТФ-синтазу и завершается образованием макроэргической связи в молекуле АТФ.
В целом весь процесс энергообразования в митохондриях может быть разбит на четыре основные стадии, первые две из которых протекают в матриксе, а две последние — на кристах митохондрий:
1. Превращение поступивших из цитоплазмы в митохондрию пирувата и жирных кислот в ацетил-СоА;
2. Окисление ацетил-СоА в цикле Кребса, ведущее к образованию НАДН и двух молекул СО2;
3. Перенос электронов с НАДН на кислород по дыхательной цепи с образованием Н2О;
4. Образование АТФ в результате деятельности мембранного АТФ-синтазного комплекса.

Ещё в цитоплазме в серии из 10 отдельных ферментативных реакций гликолиза шестиуглеродная молекула глюкозы частично окисляется до двух трёхуглеродных молекул пирувата с образованием двух молекул АТФ. Затем пируват переносится из цитозоля через наружную и внутреннюю мембраны в матрикс, где первоначально декарбоксилируется и превращается в ацетил-СоА. Этот процесс катализируется крупным пируватдегидрогеназным комплексом, имеющим размер, сопоставимый с размером рибосомы, и состоящим из трёх ферментов, пяти коферментов и двух регуляторных белков. Точно так же жирные кислоты, полученные при расщеплении нерастворимых триглицеридов в цитоплазме, переносятся в митохондриальный матрикс в виде ацил-СоА-производных и подвергаются бета-окислению с образованием ацетил-СоА.
На следующем этапе, также протекающем в матриксе митохондрии, ацетил-СоА полностью окисляется в цикле Кребса. В его работе задействованы четыре отдельных фермента, за каждый цикл обеспечивающие распад ацетил-СоА на два атома углерода, в виде СО2. Этот процесс обеспечивает образование одной молекулы ГТФ, а также НАДН — высокоэнергетического промежуточного соединения, которое легко отдаёт электроны в цепь переноса электронов на кристах митохондрий.
Дальнейшие процессы энергообразования в митохондрии происходят на её кристах и связаны с переносом электронов от НАДН к кислороду. В соответствии с тем, что потребление кислорода в качестве окислителя обычно называют «внутриклеточным дыханием», электронно-транспортную цепь ферментов, осуществляющих последовательный перенос электронов от НАДН к кислороду, часто называют «дыхательной цепью». При этом трансформация энергии окисления осуществляется ферментами, расположенными на кристах митохондрий и осуществляющими векторный (направленный по отношению к сторонам мембраны) перенос протонов водорода из матрикса митохондрии в межмембранное пространство. В этом состоит принципиальное отличие работы оксидоредуктаз дыхательной цепи от функционирования ферментов, катализирующих реакции в гомогенном (изотропном) растворе, где вопрос о направлении реакции в пространстве не имеет смысла.
Весь процесс переноса электрона по дыхательной цепи может быть разбит на три стадии, каждая из которых катализируется отдельным трансмембранным липопротеидным комплексом (I, III и IV), встроенным в мембрану кристы митохондрии. В состав каждого из названных комплексов входят следующие компоненты:
1. Большой олигомерный фермент, катализирующий перенос электронов;
2. Небелковые органические (простетические) группы, принимающие и высвобождающие электроны;
3. Белки, обеспечивающие движение электронов.

Каждый из этих комплексов осуществляет перенос электронов от донора к акцептору по градиенту редокс-потенциала через ряд последовательно функционирующих переносчиков. В качестве последних в дыхательной цепи митохондрий функционируют мигрирующие в плоскости мембраны жирорастворимые молекулы убихинона, а также небольшие (молекулярная масса 13 кДа) водорастворимые белки, содержащие ковалентно связанный гем и называемые «цитохромами с». При этом три из пяти компонентов, составляющих дыхательную цепь, работают так, что перенос электронов сопровождается переносом протонов через мембрану крист митохондрий в направлении из матрикса в межмембранное пространство.
Дыхательная цепь начинается с комплекса I (НАДН-убихинон-оксидоредуктаза), состоящего как минимум из 26 полипептидных цепей и имеющего молекулярную массу около 850 кДа. Функциональная активность этого комплекса определяется тем, что он содержит в своём составе более 20 атомов железа, упакованных в ячейки из атомов серы, а также флавин (флавинмононуклеотид — производное витамина рибофлавина). Комплекс I катализирует окисление НАДН, отщепляя от него два электрона, которые после «путешествия» по окислительно-восстановительным компонентам комплекса I попадают на молекулу-переносчик, в качестве которой выступает убихинон (Q). Последний способен ступенчато восстанавливаться, принимая на себя по два электрона и протона и, таким образом, превращаясь в восстановленную форму — убихинол (QH2).
Энергетический потенциал (запас энергии) в молекуле убихинола существенно ниже, чем в молекуле НАДН, а разница в подобной энергии временно запасается в виде электрохимического протонного градиента. Последний возникает в результате того, что перенос электронов по простетическим группам комплекса I, ведущий к снижению энергетического потенциала электронов, сопровождается трансмембранным переносом двух протонов из матрикса в межмембранное пространство митохондрии.
Восстановленный убихинол мигрирует в плоскости мембраны, где достигает второго фермента дыхательной цепи — комплекса III (цитохром bc1). Последний представляет собой димер с молекулярной массой более 300 кДа, сформированный из восьми полипептидных цепей и содержащий атомы железа как в виде железосерных центров, так и в виде комплексов с гемами b(I), b(II) и c1 — сложными гетероциклическими молекулами с четырьмя атомами азота, расположенными по углам металлосвязывающего квадрата. Комплекс III катализирует реакцию окисления двух убихинолов до убихинонов, восстанавливая две молекулы цитохрома c (гемсодержащий переносчик, находящийся в межмембранном пространстве). Отщепляющиеся при этом от убихинолов четыре протона освобождаются в межмембранное пространство, продолжая формирование электрохимического градиента.
Последняя стадия катализируется комплексом IV (цитохром c-оксидаза) с молекулярной массой около 200 кДа, состоящим из 10-13 полипептидных цепей и, помимо двух различных гемов, включающим также несколько атомов меди, прочно связанных с белками. При этом электроны, отбираемые у восстановленного цитохрома c, пройдя по атомам железа и меди в составе комплекса IV, попадают на связанный в активном центре этого фермента кислород, что приводит к образованию воды.
Таким образом, суммарная реакция, катализируемая ферментами дыхательной цепи, состоит в окислении НАДН кислородом с образованием воды. По сути этот процесс заключается в ступенчатом переносе электронов между атомами металлов, присутствующих в простетических группах белковых комплексов дыхательной цепи, где каждый последующий комплекс обладает более высоким сродством к электрону, чем предыдущий. При этом сами электроны передаются по цепи до тех пор, пока не соединятся с молекулярным кислородом, обладающим наибольшим сродством к электронам. Освобождаемая же при этом энергия запасается в виде электрохимического (протонного) градиента по обе стороны внутренней мембраны митохондрий. При этом считается, что в процессе транспорта по дыхательной цепи пары электронов перекачивается от трёх до шести протонов.
Завершающим этапом функционирования митохондрии является генерация АТФ, осуществляемая встроенным во внутреннюю мембрану специальным макромолекулярным комплексом с молекулярной массой 500 кДа. Этот комплекс, называемый АТФ-синтазой, как раз и катализирует синтез АТФ путём конверсии энергии трансмембранного электрохимического градиента протонов водорода в энергию макроэргической связи молекулы АТФ.

### АТФ-синтаза
В структурно-функциональном плане АТФ-синтаза состоит из двух крупных фрагментов, обозначаемых символами F1 и Fo. Первый из них (фактор сопряжения F1) обращён в сторону матрикса митохондрии и заметно выступает из мембраны в виде сферического образования высотой 8 нм и шириной 10 нм. Он состоит из девяти субъединиц, представленных пятью типами белков. Полипептидные цепи трёх субъединиц α и стольких же субъединиц β уложены в похожие по строению белковые глобулы, которые вместе образуют гексамер (αβ)3, имеющий вид слегка приплюснутого шара. Подобно плотно уложенным долькам апельсина, последовательно расположенные субъединицы α и β образуют структуру, характеризующуюся осью симметрии третьего порядка с углом поворота 120°. В центре этого гексамера находится субъединица γ, которая образована двумя протяжёнными полипептидными цепями и напоминает слегка деформированный изогнутый стержень длиной около 9 нм. При этом нижняя часть субъединицы γ выступает из шара на 3 нм в сторону мембранного комплекса F0. Также внутри гексамера находится минорная субъединица ε, связанная с γ. Последняя (девятая) субъединица обозначается символом δ и расположена на внешней стороне F1.
Мембранная часть АТФ-синтазы, называемая фактором сопряжения F0, представляет собой гидрофобный белковый комплекс, пронизывающий мембрану насквозь и имеющий внутри себя два полуканала для прохождения протонов водорода. Всего в состав комплекса F0 входит одна белковая субъединица типа а, две копии субъединицы b, а также от 9 до 12 копий мелкой субъединицы c. Субъединица а (молекулярная масса 20 кДа) полностью погружена в мембрану, где образует шесть пересекающих её α-спиральных участков. Субъединица b (молекулярная масса 30 кДа) содержит лишь один сравнительно короткий погружённый в мембрану α-спиральный участок, а остальная её часть заметно выступает из мембраны в сторону F1 и закрепляется за расположенную на её поверхности субъединицу δ. Каждая из 9-12 копий субъединицы c (молекулярная масса 6-11 кДа) представляет собой сравнительно небольшой белок из двух гидрофобных α-спиралей, соединённых друг с другом короткой гидрофильной петлёй, ориентированной в сторону F1, а все вместе образуют единый ансамбль, имеющий форму погружённого в мембрану цилиндра. Выступающая из комплекса F1 в сторону F0 субъединица γ как раз и погружена внутрь этого цилиндра и достаточно прочно зацеплена за него.
Таким образом, в молекуле АТФ-синтазы можно выделить две группы белковых субъединиц, которые могут быть уподоблены двум деталям мотора: ротору и статору. «Статор» неподвижен относительно мембраны и включает в себя шарообразный гексамер (αβ)3, находящуюся на его поверхности и субъединицу δ, а также субъединицы a и b мембранного комплекса F0. Подвижный относительно этой конструкции «ротор» состоит из субъединиц γ и ε, которые, заметно выступая из комплекса (αβ)3, соединяются с погружённым в мембрану кольцом из субъединиц c.
Способность синтезировать АТФ — свойство единого комплекса F0F1, сопряжённого с переносом протонов водорода через F0 к F1, в последнем из которых как раз и расположены каталитические центры, осуществляющие преобразование АДФ и фосфата в молекулу АТФ. Движущей же силой для работы АТФ-синтазы является протонный потенциал, создаваемый на внутренней мембране митохондрий в результате работы цепи электронного транспорта.
Сила, приводящая в движение «ротор» АТФ-синтазы, возникает при достижении разности потенциалов между наружной и внутренней сторонами мембраны > 220 мВ и обеспечивается потоком протонов, протекающих через специальный канал в F0, расположенный на границе между субъединицами a и c. При этом путь переноса протонов включает в себя следующие структурные элементы:
1. Два расположенных несоосно «полуканала», первый из которых обеспечивает поступление протонов из межмембранного пространства к существенно важным функциональным группам F0, а другой обеспечивает их выход в матрикс митохондрии;
2. Кольцо из субъединиц c, каждая из которых в своей центральной части содержит протонируемую карбоксильную группу, способную присоединять H+ из межмембранного пространства и отдавать их через соответствующие протонные каналы. В результате периодических смещений субъединиц с, обусловленных потоком протонов через протонный канал происходит поворот субъединицы γ, погружённой в кольцо из субъединиц с.

Таким образом, каталитическая активность АТФ-синтазы непосредственно связана с вращением её «ротора», при котором поворот субъединицы γ вызывает одновременное изменение конформации всех трёх каталитических субъединиц β, что в конечном счёте и обеспечивает работу фермента. При этом в случае образования АТФ «ротор» крутится по часовой стрелке со скоростью четыре оборота в секунду, а само подобное вращение происходит дискретными скачками по 120°, каждый из которых сопровождается образованием одной молекулы АТФ.
Непосредственная функция синтеза АТФ локализована на β-субъединицах сопрягающего комплекса F1. При этом самым первым актом в цепи событий, приводящих к образованию АТФ, является связывание АДФ и фосфата с активным центром свободной β-субъединицы, находящейся в состоянии 1. За счёт энергии внешнего источника (тока протонов) в комплексе F1 происходят конформационные изменения, в результате которых АДФ и фосфат становятся прочно связанными с каталитическим центром (состояние 2), где становится возможным образование ковалентной связи между ними, ведущей к образованию АТФ. На данной стадии АТФ-синтазы ферменту практически не требуется энергии, которая будет необходима на следующем этапе для освобождения прочно связанной молекулы АТФ из ферментативного центра. Поэтому следующий этап работы фермента заключается в том, чтобы в результате энергозависимого структурного изменения комплекса F1 каталитическая β-субъединица, содержащая прочно связанную молекулу АТФ, перешла в состояние 3, в котором связь АТФ с каталитическим центром ослаблена. В результате этого молекула АТФ покидает фермент, а β-субъединица возвращается в исходное состояние 1, благодаря чему обеспечивается цикличность работы фермента.
Работа АТФ-синтазы связана с механическими движениями её отдельных частей, что позволило отнести этот процесс к особому типу явлений, названных «вращательным катализом». Подобно тому, как электрический ток в обмотке электродвигателя приводит в движение ротор относительно статора, направленный перенос протонов через АТФ-синтазу вызывает вращение отдельных субъединиц фактора сопряжения F1 относительно других субъединиц ферментного комплекса, в результате чего это уникальное энергообразующее устройство совершает химическую работу — синтезирует молекулы АТФ. В дальнейшем АТФ поступает в цитоплазму клетки, где расходуется на самые разнообразные энергозависимые процессы. Подобный перенос осуществляется специальным встроенным в мембрану митохондрий ферментом АТФ/АДФ-транслоказой, который обменивает вновь синтезированную АТФ на цитоплазматическую АДФ, что гарантирует сохранность фонда адениловых нуклеотидов внутри митохондрий.

### Митохондриальный синтез жирных кислот (mtFASII)
Митохондриальный синтез жирных кислот (mtFASII) необходим для клеточного дыхания и биогенеза митохондрий. Предполагается, что он также играет роль медиатора внутриклеточной сигнализации, поскольку уровень биологически активных липидов, таких как лизофосфолипиды и сфинголипиды, коррелирует с уровнем mtFASII .
Наиболее известным конечным продуктом mtFASII является октаноил-АCP, который также является исходным субстратом для биосинтеза липоевой кислоты . В результате mtFASII через кофактор липоевую кислоту воздействует на важные ферментные комплексы энергетического метаболизма, такие как пируватдегидрогеназный комплекс, α-кетоглутаратдегидрогеназный комплекс, дегидрогеназный комплекс разветвлённых α-кетокислот и glycine cleavage system (GCS) .
Кроме того, другие конечные продукты жирных кислот mtFASII играют роль в митохондриальной трансляции, биогенезе железосерных кластеров и сборке комплексов окислительного фосфорилирования .
Кроме того, через mtFASII и ацилированную АCP регулируется митохондриальный уровень ацетил-КоА .

## Митохондрии и наследственность
ДНК митохондрий наследуются почти исключительно по материнской линии. Каждая митохондрия имеет несколько участков нуклеотидов в ДНК, идентичных во всех митохондриях (то есть в клетке много копий митохондриальных ДНК), что очень важно для митохондрий, неспособных восстанавливать ДНК от повреждений (наблюдается высокая частота мутаций).

## Роль митохондрий в заболеваниях
Мутации в митохондриальной ДНК являются причиной целого ряда наследственных заболеваний человека.
Наследственные неизлечимые заболевания можно избежать по методу оплодотворения с помощью трех ДНК.

## История изучения
История исследования митохондрий насчитывает около 130 лет — со времени описания их в 1850 г. Р. Келликером, который обнаружил их в мышцах насекомых и назвал саркосомами (данный термин до сих пор применяется для обозначения митохондрий мышечной ткани).
Называть митохондриями эти органеллы стали в 1898 г. Однако планомерное их изучение биохимиками и цитологами началось лишь в 40-50-х годах прошлого столетия, когда методами дифференциального центрифугирования удалось получить чистые фракции митохондрий и показать, что в них локализуются ферменты дыхательной цепи, цикла Кребса и окислительного фосфорилирования; в 1952-53 гг. были проведены исследования ультраструктуры митохондрий. В конце XX века стало известно, что, выпуская сигнальные молекулы, митохондрии активируют смерть клетки. К настоящему времени накоплены многочисленные сведения о морфофункциональной организации этих органелл.